# Naked City (album)
Naked City je studiové album Johna Zorna a jeho skupiny Naked City, vydané v roce 1990 u Nonesuch Records. Album produkoval John Zorn.

## Seznam skladeb
Všechny skladby napsal John Zorn, pokud není uvedeno jinak.
| Pořadí | Název                | Autor           | Délka |
| ------ | -------------------- | --------------- | ----- |
| 1.     | Batman               |                 | 1:58  |
| 2.     | The Sicilian Clan    | Ennio Morricone | 3:27  |
| 3.     | You Will Be Shot     |                 | 1:29  |
| 4.     | Latin Quarter        |                 | 4:05  |
| 5.     | A Shot in the Dark   | Henry Mancini   | 3:09  |
| 6.     | Reanimator           |                 | 1:34  |
| 7.     | Snagglepuss          |                 | 2:44  |
| 8.     | I Want to Live       | Johnny Mandel   | 2:08  |
| 9.     | Lonely Woman         | Ornette Coleman | 2:38  |
| 10.    | Igneous Ejaculation  |                 | 0:20  |
| 11.    | Blood Duster         |                 | 0:13  |
| 12.    | Hammerhead           |                 | 0:08  |
| 13.    | Demon Sanctuary      |                 | 0:38  |
| 14.    | Obeah Man            |                 | 0:17  |
| 15.    | Ujaku                |                 | 0:27  |
| 16.    | Fuck the Facts       |                 | 0:11  |
| 17.    | Speedball            |                 | 0:37  |
| 18.    | Chinatown            | Jerry Goldsmith | 4:23  |
| 19.    | Punk China Doll      |                 | 3:01  |
| 20.    | N.Y. Flat Top Box    |                 | 0:43  |
| 21.    | Saigon Pickup        |                 | 4:46  |
| 22.    | The James Bond Theme | John Barry      | 3:02  |
| 23.    | Den of Sins          |                 | 1:08  |
| 24.    | Contempt             | Georges Delerue | 2:49  |
| 25.    | Graveyard Shift      |                 | 3:25  |
| 26.    | Inside Straight      |                 | 4:10  |

## Sestava
- John Zorn – altsaxofon
- Bill Frisell – kytara
- Fred Frith – baskytara
- Joey Baron – bicí
- Wayne Horvitz – klávesy
- Yamatsuka Eye – „zpěv“